# Embelia resinosa
Embelia resinosa är en viveväxtart som beskrevs av Kanehira och Hatusima. Embelia resinosa ingår i släktet Embelia och familjen viveväxter. Inga underarter finns listade i Catalogue of Life.